# Tipula (Tipulodinodes) lacteipes
Tipula (Tipulodinodes) lacteipes is een tweevleugelige uit de familie langpootmuggen (Tipulidae). De soort komt voor in het Nearctisch gebied.